# Inostemma rufipes
Inostemma rufipes är en stekelart som först beskrevs av Jean-Jacques Kieffer 1913.  Inostemma rufipes ingår i släktet Inostemma och familjen gallmyggesteklar. Inga underarter finns listade i Catalogue of Life.